# 渡辺美恵
渡辺 美恵（わたなべ みえ、1917年〈大正6年〉5月23日 - 没年不詳）は、日本の厚生官僚。日本の女性行政官第一号。

## 経歴
大分県大分郡谷村筒口（現・大分県由布市狭間町筒口）に生まれる。幼くして父を亡くしたため、母一人、姉一人の家庭であった。大分県立第一高等女学校（現・大分県立大分上野丘高等学校）を経て、明治大学専門部女子部（のち明治大学短期大学）法科に入り、1938年（昭和13年）卒業。明治大学専門部女子部では成績が優秀で卒業生総代として答辞を述べている。同年同大学法学部に入る。1941年（昭和16年）卒業。同郷の金光庸夫の世話で厚生省労働局に雇（やとい）として入り、労働局労務官室に配属される。
労働局勤務中の同年10月に高等文官試験への合格が発表された。合格後に労働局労務官室に官吏として正式に配属となり、翌年労働局監督課労務監督官補となる。1944年（昭和19年）に退官。翌年第12海軍航空廠事務嘱託となる。1946年（昭和21年）文部事務官として文部省学校教育局に勤務する。1947年（昭和22年）明治女子専門学校事務嘱託、翌年同校教授に就任。同年暮れ文部省学校教育局高等教育課勤務を経て、労働省婦人少年局婦人課補佐。1950年（昭和25年）法務府人権擁護局第三課長補佐。1954年（昭和29年）辞職。同年大分大学学芸学部（現・教育学部）助教授。1958年（昭和33年）の第28回衆議院議員総選挙に大分1区から、1960年（昭和35年）の第29回衆議院議員総選挙に東京3区から、日本社会党公認で立候補したがいずれも落選した。落選後は合成化学産業労働組合連合会（合化労連）事務局に勤務した。
合化労連退職後は郷里の大分で過ごしていたが、婦人問題懇話会のかつての同志などによると1990年代初頭に音信が途絶えたという。